# Lycée Blaise-Pascal (Clermont-Ferrand)
Pour les articles homonymes, voir Lycée Blaise-Pascal.
Le lycée Blaise-Pascal de Clermont-Ferrand est un établissement d’enseignement supérieur et secondaire.
Il accueille plus de 2000 élèves du collège aux classes préparatoires.

## Histoire
Le lycée, ancien collège des Jésuites, a été fondé en 1576. A l'expulsion de l'ordre, en 1762, l'enseignement fut confié à des prêtres. L'établissement devient Institut en 1791, école centrale en 1796, lycée impérial en 1808, collège royal en 1815, lycée impérial à nouveau en 1853. Il prend le nom de Lycée Blaise-Pascal le 14 juillet 1871.
Le lycée est complété en 1877-1880 par la construction d’une annexe : le Petit lycée, avenue Carnot. Cette annexe a depuis été rattachée au lycée Jeanne-d’Arc, élevé en contrebas de 1896 à 1899.
Les effectifs dépassent les mille élèves dans les années 1930. Le projet de construire un nouveau lycée est évoquée dès 1903 puis 1932. Mais la crise économique puis la guerre retardent le projet, tandis que les effectifs grimpent.
Lors de la Seconde Guerre mondiale, le lycée accueille des élèves alsaciens et lorrains, et des élèves des classes préparatoires déplacées de la région parisienne ainsi que leurs professeurs. L’engagement dans la Résistance d’élèves (Claude Baccot, Pierre Morel, Micheline Petit, Jacqueline Wohl…) et de professeurs (Jean Perus, Jean-Michel Flandin,…) a marqué profondément l‘histoire de l’établissement.
A partir de 1954 la construction d'un nouvel établissement débute sur des terrains de l’ancienne caserne Gribeauval. Dès 1956 les premiers élèves intègrent cette cité scolaire Blaise-Pascal, alors même que les travaux ne sont pas terminés. Les collégiens et les lycéens y entrent progressivement jusqu'en 1962, date de l'inauguration officielle, libérant les bâtiments historiques rue Maréchal-Joffre,.
Après les décrets de la loi Haby de 1976, il devient mixte.

## Situation actuelle

### Le lycée
En 2015, le lycée se classe  3e sur 21 au niveau départemental quant à la qualité d'enseignement, et 350e au niveau national. Le classement s'établit sur trois critères : le taux de réussite au bac, la proportion d'élèves de première qui obtient le baccalauréat en ayant fait les deux dernières années de leur scolarité dans l'établissement, et la valeur ajoutée (calculée à partir de l'origine sociale des élèves, de leur âge et de leurs résultats au diplôme national du brevet).En 2017, le lycée a obtenu le titre de champion de France Cadettes UNSS par équipe en cross-country grâce à sa section athlétisme-études. Il cumule 72 titres de champions de France (dont 14 titres par équipes) et 38 sélections internationales depuis sa création en 1982.

### Les classes préparatoires aux grandes écoles
Le lycée accueille environ 700 élèves étudiants en CPGE littéraires (Khâgnes A/L), économiques et commerciales (ECE et ECS), et scientifiques (MP, PC, PSI, BCPST). En 2015, L'Étudiant donnait le classement suivant pour les concours de 2014 :
| Filière | Élèves admis dans une grande école* | Taux d'admission* | Taux moyen sur 5 ans | Classement national | Évolution sur un an |
| --- | ----------------------------------- | ----------------- | -------------------- | ------------------- | ------------------- |
| ECE | 1 / 37 élèves                       | 3 %               | 2 %                  | 48eex-æquo sur 105  | 57                  |
| ECS | 0 / 35 élèves                       | 0 %               | 3 %                  | 95eex-æquo sur 95   | 53                  |
| Khâgne A/L | 0 / 20 élèves                       | 0 %               | 3 %                  | 41eex-æquo sur 41   | 23                  |
| Khâgne LSH | 1 / 19 élèves                       | 5 %               | 3 %                  | 18e sur 73          | 14                  |
| MP / MP* | 12 / 80 élèves                      | 15 %              | 16 %                 | 26e sur 114         | 3                   |
| PC / PC* | 4 / 35 élèves                       | 11 %              | 14 %                 | 19e sur 110         | 1                   |
| PSI / PSI* | 4 / 43 élèves                       | 9 %               | 10 %                 | 43e sur 120         | 13                  |
| BCPST | 28 / 47 élèves                      | 60 %              | 48 %                 | 11eex-æquo sur 53   | 17                  |
| Source : Classement 2015 des prépas - L'Étudiant (Concours de 2014). * le taux d'admission dépend des grandes écoles retenues par l'étude. En filières ECE et ECS, ce sont HEC, ESSEC, et l'ESCP. Pour les khâgnes, ce sont l'ENSAE, l'ENC, les 3 ENS, et 5 écoles de commerce (HEC, ESSEC, ESCP, EM Lyon et EDHEC). En filières scientifiques, ce sont un panier de 11 à 17 écoles d'ingénieurs qui ont été retenus selon la filière (MP, PC, PSI, PT ou BCPST). |                                     |                   |                      |                     |                     |

## Personnalités liées au lycée

### Professeurs
- Charles Adam (1857-1940), historien de la philosophie
- Pierre-François Aleil (1927-), historien
- Jean Anglade (1915-2017), écrivain
- Henri Bergson (1859-1941), philosophe
- Gérard Bocholier (1947-), poète
- Henri Coudreau (1849-1899), géographe et explorateur
- Georges Desdevises Du Dézert (1854-1942), historien
- Paul Eychart (1915-2005), peintre, dessinateur et historien
- Robert Faurisson (1929-2018), militant négationniste
- Jean-Michel Flandin (1909-1969), homme politique, Résistant
- Benoît Gonod (1792-1849), bibliothécaire
- Régis Jalliffier (1846-1912), historien
- André Latreille (1901-1984), intellectuel et historien
- Pierre Lécuellé (1849-1904),  homme politique
- Pierre Magnard (1927-), philosophe
- Robert Mandrou (1921-1984), historien
- André Miquel (1929-2022), historien, bibliothécaire
- Paul Monceaux (1859-1941), historien
- Pierre-Pardoux Mathieu (1799-1880), professeur de lettres classiques et historien
- Yves Morvan (1932-), plasticien et archéologue médiéviste
- Maurice Pourchon (1936-1995), homme politique
- Robert Schnerb (1900-1962), historien

### Élèves
- Jean-Pierre Audy (1952-), ancien député européen
- Noël Baudry (1914-2000),  joueur international français de rugby à XV
- Georges Besse (1927-1986), dirigeant
- Jean-Paul Besset (1946-), journaliste et ancien député européen
- Nicolas Bordas (1960-), homme d'affaires et publicitaire
- Paul Bourget (1852-1935), écrivain et essayiste catholique
- Emmanuel Chabrier (1841-1894), compositeur
- Michel Charasse (1941-2020), membre du Conseil constitutionnel et ancien ministre du Budget
- Michel Charles, universitaire
- Georges Conchon (1925-1990), écrivain et scénariste
- Aimé Cotton (1869-1951), physicien
- Cécile Coulon (1990-), écrivaine
- Marcel Déat (1894-1955), homme politique
- Jacques Delors (1925-2023), ancien ministre de l'Économie et des Finances et président de la Commission européenne
- Christian Forestier (1944-), haut fonctionnaire
- Amédée Gasquet (1852-1914), homme politique
- Valéry Giscard d’Estaing (1926-2020), ancien président de la République française
- Jean-Claude Groshens (1926-2010), haut fonctionnaire
- Paul Kaya (1933-2019), ministre congolais, fonctionnaire
- Claude Lanzmann (1925-2018), journaliste, écrivain et cinéaste
- Marcel Laurent (1912-1985), écrivain et professeur de lettres
- Octave Léry (1885-1938), joueur de rugby, arbitre et dirigeant sportif
- Woungly-Massaga (1936-), homme politique camerounais
- François Michelin (1926-2015), industriel
- Pierre Morel (1923-2020), résistant
- Philippe Morvan (1962-), écrivain
- Jean-Louis Murat (1952-2023),  auteur-compositeur-interprète
- Arthur Nesnidal (1996-),  auteur et journaliste
- Georges Nivat (1935-), universitaire
- Émilie Noblet, réalisatrice
- Jean d'Ormesson (1925-2017), écrivain, philosophe, journaliste
- Guy Perrier (1939-), géophysicien et sismologue
- Gilles-Jean Portejoie (1949-), avocat, homme politique
- Alain Rey (1928-2020), linguiste et lexicographe
- Joseph Servant (1920-2012), colonel et diplomate
- Alexandre Varenne (1870-1947), homme politique et journaliste
- Joseph Vebret (1957-), écrivain

#### Livres
- Jean-François Chanet, 1909 : un pacte de suicide au lycée Blaise-Pascal, Portet-sur-Garonne, Editions midi-pyrénéennes, coll. « Cette année-là. A Clermont-Ferrand », 2024, 46 p.
- Philippe Bourdin, Bernard Dompnier et Aline Fryszman, Des jésuites à Blaise-Pascal : Histoire du plus ancien lycée de Clermont-Ferrand, Clermont-Ferrand, Imprimerie C.R.D.P. Auvergne, 2011 (ISBN 978-2-86619-312-6)
- Jean Bardy, Bergson professeur au Lycée Blaise Pascal de Clermont-Ferrand (1883-1888) : cours 1885-1886 : essai sur la nature de l'enseignement philosophique initial, L'Harmattan, coll. « L'ouverture philosophique », 1998
- René Rigodon, Du Collège de Clermont au Lycée Blaise Pascal, Copono-book, 1958

#### Périodiques
- Le petit Blaise : bulletin de l'association des anciens élèves du Lycée Blaise-Pascal de Clermont-Ferrand, 1948-(en cours)
- Bulletin de l'Association des anciens élèves du lycée Blaise Pascal, 1867-1948

#### Articles
- Isabelle Vachias, « La fin du chantier de la cité scolaire Blaise-Pascal, à Clermont-Ferrand, retardée de deux ans », La Montagne,‎ 11 février 2025 (lire en ligne)
- Isabelle Vachias, « Clermont-Ferrand : à quoi ressemblait la cité scolaire Blaise-Pascal il y a 60 ans », La Montagne,‎ 30 septembre 2018 (lire en ligne)
- « Les grands anciens du lycée Blaise-Pascal », Le petit Blaise : bulletin de l'association des anciens élèves du Lycée Blaise-Pascal de Clermont-Ferrand,‎ 2008, p. 34-40
- Patrice Corre, « Blaise Pascal : un bahut à travers les âges », Le petit Blaise : bulletin de l'association des anciens élèves du Lycée Blaise-Pascal de Clermont-Ferrand,‎ 2008, p. 4-15 (lire en ligne )
- « Au lycée Blaise-Pascal dans les années 1900, [compte-rendu de la conférence de M. V. Danton à la réunion des Amis du Vieux Clermont] », La Montagne,‎ 23 janvier 1987
- René Rigodon, « Le Lycée Blaise-Pascal à Clermont-Ferrand », Revue d'Auvergne, vol. 70,‎ 1956, p. 157-158 (ISSN 0035-1008)

#### Autres
- Patrice Corre, « Mémoire du lycée ou Si Blaise nous était conté », Conférence prononcée le 16 octobre 2020 lors du 99ème congrès de l'Union des Anciens du lycée Blaise-Pascal , sur http://anciens.blaisepascal.fr, 2020